# Martha Manning
Martha Manning, född 18 augusti 1952, är en amerikansk psykolog och författare. I boken Underströmmar berättar hon om sin egen depression och erfarenhet av behandling med ECT.